# Ochrota bicoloria
Ochrota bicoloria är en fjärilsart som beskrevs av De Toulgoët 1958. Ochrota bicoloria ingår i släktet Ochrota och familjen björnspinnare. Inga underarter finns listade i Catalogue of Life.